# Belvedere (Valtice)
Das Belvedere in der Kulturlandschaft Lednice-Valtice gehört zu den Staffagebauten im Umfeld von Schloss Valtice und ist Teil des UNESCO-Welterbes Kulturlandschaft Lednice-Valtice.

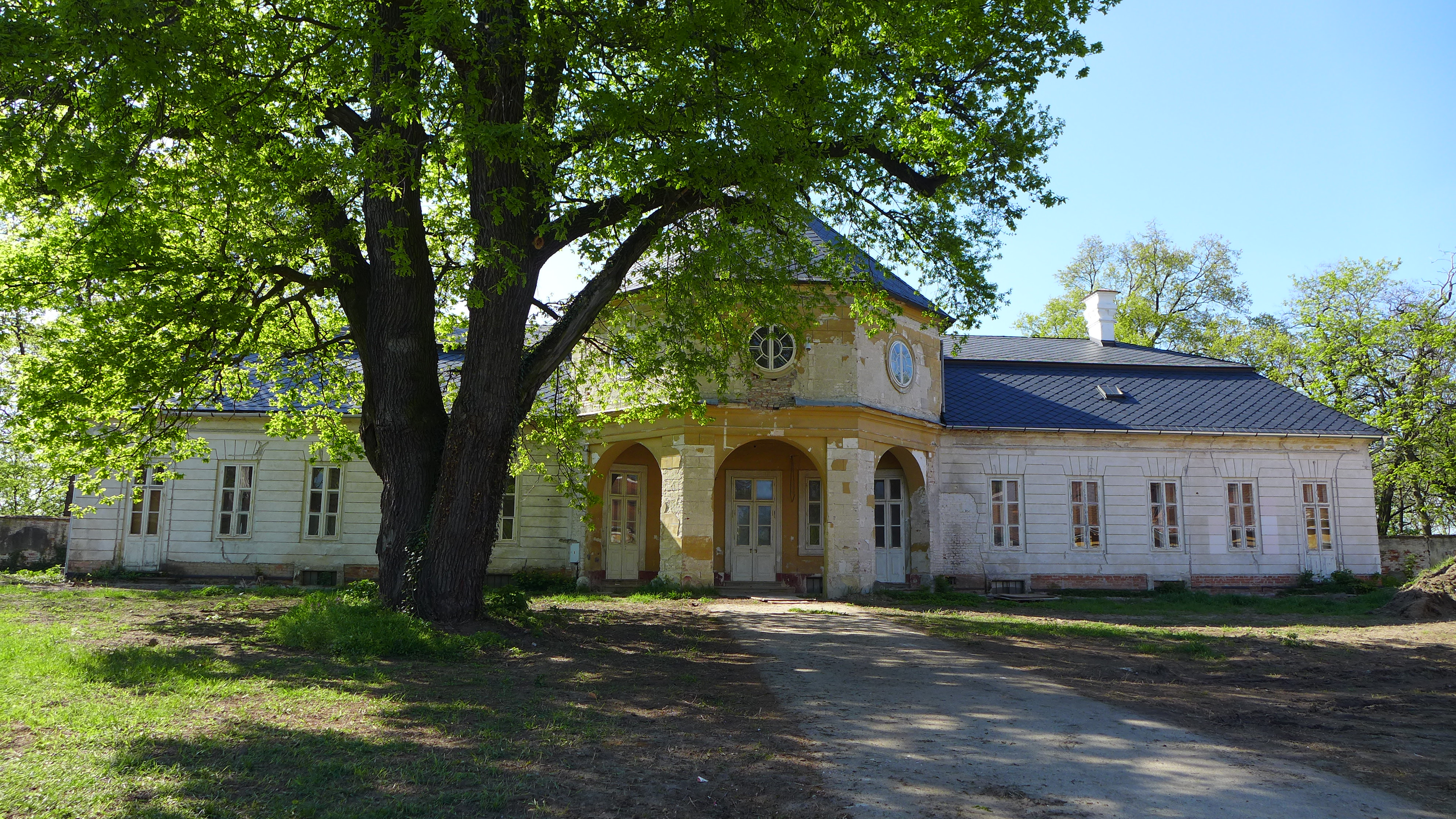
Belvedere von Schloss Valtice

## Geografische Lage
Das Belvedere liegt auf einem bewaldeten Hügel westlich der Allee, die die Schlösser Valtice und Lednice verbindet, in der Nähe des Schlosses Valtice in Tschechien.

## Gebäude
Das Belvedere wurde 1802 bis 1806 durch den Architekten Joseph Hardtmuth für Fürst Alois I. von Liechtenstein errichtet. Die Innenausmalung erfolgte durch den Dekorationsmaler Joseph Langlöffel aus Wien.
Vor dem Gebäude liegt ein ovaler Ehrenhof. Das Belvedere ist eine zweiflügelige Anlage mit einem zweigeschossigen, achteckigen, dreiachsigen Mittelpavillon. Dessen zentraler Saal ist mit einer Kuppel eingewölbt. Die beiden Flügel haben je fünf Achsen und sind eingeschossig. An das Gebäude waren seitlich noch Volieren angebaut. Nach beiden Seiten des Gebäudes eröffnet sich in der Mittelachse der Blick in Sichtschneisen, die den umgebenden Wald durchschneiden.

## Geschichte
Fürst Alois I. hatte den Baugrund erworben, um hier eine Fasanerie zu errichten. Das Belvedere wurde deren zentrales Gebäude, aber erst nach dem Tod des Fürsten († 1805) 1806 vollendet. Die Innenräume wurden überwiegend als Wohnungen für herrschaftliche Beamte genutzt. Die Außengestaltung, insbesondere der umgebende Park, wurde sogar erst im zweiten Jahrzehnt des 19. Jahrhunderts fertiggestellt.
Am Ende des 19. Jahrhunderts hatte Raimund Stillfried von Rathenitz hier eine Wohnung und ein Atelier. 1894 brannte das Gebäude teilweise aus, wobei die Ausmalung stark beschädigt wurde. Die Restaurierung zog sich bis 1929 hin. Der zentrale Saal wurde dabei in ein „Chinesisches Kabinett“ umgebaut, in dem Porzellan ausgestellt war, aber auch Seidentapeten drapiert wurden, die aus dem 1882 abgerissenen chinesischen Pavillon im Park von Schloss Lednice stammten, ursprünglich aber aus Versailles. Im Zuge der ersten Bodenreform musste das Haus Liechtenstein auch das Belvedere abgeben.
Nach 1945 wurde das Gebäude völlig zweckentfremdet, diente als Getreidelager und Labor der Tschechoslowakischen Akademie der Wissenschaften. In den 1960er Jahren begann eine Restaurierung der Wandmalereien. Seit den 1990er Jahren fand abschnittsweise eine Restaurierung des gesamten Gebäudes statt.